# 니시지마 유야
니시지마 유야(일본어: 西嶋 有矢, 1995년 2월 21일~)는 일본의 축구 선수이다.

## 구단 경력
그는 2013년부터 2016년까지 후쿠오카 대학에서 활동하였다. 2017년 J3리그의 가이나레 돗토리에 입단했다.